# オートフィクション
オートフィクション（Autofiction）は20世紀に現れた新語。セルジュ・ドゥブロフスキー（Serge Doubrovsky、文学批評家、小説家）が1977年に自身の小説『糸／息子』（Fils）について語るのに用いた。この言葉はギリシャ語の "αυτο" に由来する「自分自身」を意味する接頭辞 "auto-" と"fiction"（フィクション）で構成されている。オートフィクションは文学ジャンルの一つで、一見したところ矛盾した二つのタイプの語りを結合したものである。すなわち、自伝のように作者と語り手（つまりは登場人物であるが）とが同一人物であることに依拠しながら、同時にフィクションを、主として小説というジャンルを持ち出してくる物語のことである。
オートフィクションにおいて作者は自分自身の人生を語るが、自伝などのジャンルに比べ、より小説化された形で書かれ、時には名前が変えられたり、三人称単数形が用いられたりする。オートフィクションは自己について語る際、無意識を表現するのに有効である。新しく見えるがずっと前から現象としては存在していたこのジャンルを「命名した」セルジュ・ドゥブロフスキーは、オートフィクションについて次のように語っている。「正真正銘の事実に基づいたフィクションである。こう言ってよければ、“オートフィクション”とはある冒険について語る言語を、言語の自由な冒険というものに委ねたものである。」ここにおいてフィクションは（特に精神分析を用いることによって）自己探求という表示をつけられた道具となっている。
一言でいえば、作者の人生についての現実の物語と、作者が経験した出来事について探求する虚構の物語とが交配したものである。

## 定義
1. （狭義では）実際に体験したわけではないが起こりえたであろう虚構の世界に自己を投影すること。（ヴァンサン・コロンナ（Vincent Colonna）によって用いられた語義。）
2. （転じて）打ち明け話において常にフィクションの部分がみとめられる全ての自伝的小説。
3. （S.ドゥブロフスキーによれば）自伝と同様の特徴を持つが、現実から借用した出来事と虚構の要素を同化させて書かれた小説であると表明する物語。

自伝の約束事が守られていることを示す特徴と小説に特有のテクニックを組み合わせたもの。小説と日記の間に位置するジャンル。
ドゥブロフスキーは自身の企てについて次のように定義している。「厳密な意味での事実をもとにしたフィクションである。それは“オートフィクション”とでも呼べるようなものであり、節度や新旧の小説の作法の埒外において、ある冒険について語る言語を、言語の自由な冒険というものに委ねたものである。」

## 関連作家一覧
- エルヴェ・ギベール
- クリスティーヌ・アンゴ（Christine Angot）
- リゼット・ブロシュ（Lysette Brochu）
- クロエ・ドゥローム（Chloé Delaume）
- マリーヌ・ダソー（Martine Dassault）
- セルジュ・ドゥブロフスキー
- ブレット・イーストン・エリス（『ルナ・パーク』の中でエリスは自分の日常生活を小説化している。）
- ミシェル・ウエルベック
- フレデリック・ベグベデ
- ジャック・ジュエ（Jacques Jouet）（『ホテル学校で教わるような愛』を作者は「アルテロロマン（altéroroman）」であるとしている。）
- アン・スコット（Ann Scott）
- ジョルジュ・ペレック
- オリヴィエ・ロラン（Olivier Rolin）
- マルセル・プルースト
- ヘンリー・ミラー
- パトリック・モディアノ
- ジャン＝フィリップ・トゥーサン
- マルグリット・デュラス
- オクターヴ・ミルボー
- マルタン・カイユー（Martin Caillou）
- フレデリック・カイユー（Fréderic Caillou）
- アニー・エルノー
- フィリップ・フォレスト
- 金原ひとみ（芥川賞作家。『オートフィクション』は「自伝的小説」として発表した。）

## 引用
Ⅰ．「自伝であるか？いや、自伝とは有名な人物のみに許される特権的なもので、人生の終わりに美しい文体で書かれるものなのである。この本は厳密な意味での事実をもとにしたフィクションである。それは“オートフィクション”とでも呼べるようなものであり、ある冒険について語る言語を、節度や新旧の小説作法の埒外にある、言語の自由な冒険というものに委ねたものである。それは出会い、言葉の繋がりであり、頭韻、押韻、不調和であり、文学に先行あるいは追随するエクリチュールであり、言ってみれば音楽のように具体的なエクリチュールである。あるいはまた、自分の快感を人に伝えようとして根気強く自慰行為にふけるオートフリクションなのである。」セルジュ・ドゥブロフスキー、Fils、Galilée、1977年。背表紙の紹介より。
Ⅱ．「作者、語り手、主人公が同名であり、小説というジャンル表記のある物語。」ジャック・ルカルム、« L'Autofiction : un mauvais genre »、Autofictions & Cie、セルジュ・ドゥブロフスキー、ジャック・ルカルム、フィリップ・ルジュンヌ編、Université Paris X、1993年、p. 227。